# Asterix and the Great Rescue
Asterix and the Great Rescue è un videogioco a piattaforme pubblicato dalla SEGA per Mega Drive nel 1993 e per Game Gear e Master System nel 1994.

## Modalità di gioco
Il videogioco è basato sul fumetto francese Asterix. Il giocatore controlla i personaggi di Asterix e Obelix nella loro missione in cui devono salvare Panoramix ed il cagnolino Idefix, rapiti dai romani per avere i sopravvento sui galli.
Asterix and the Great Rescue è un videogioco a piattaforme a scorrimento orizzontale, suddiviso in vari livelli, di cui uno ambientato sott'acqua e uno con wurstel come piattaforme. Nella schermata iniziale al giocatore è data la possibilità di scegliere fra alcuni diversi livelli di difficoltà con cui affrontare il gioco e la possibilità di avere o meno la musica e gli effetti sonori durante il gioco.

## Accoglienza
Riguardo alla versione Sega Mega Drive, la GamePro ne ha criticato la difficoltà ripida e i controlli scarsi, dichiarando che "è fastidiosamente difficile distinguere il tasto per cambiare le armi speciali con il tasto per cambiare le armi speciali. Ancora peggio, i salti difficili da controllare diventano... una gran frustrazione quando si vuole saltare con precisione, ma non si può." Il gioco sembrerebbe comunque raccomandato da amanti dei puzzle complicati.
Mean Machines ha dato recensioni positive riguardo alla versione Sega Master System del gioco, descrivendolo come "particolarmente divertente" e "compulsivo". Il punto forte della grafica è stato il fatto che ogni singolo elemento assomigliava completamente alla serie a fumetti; tuttavia, il gioco sembrava mancare di originalità dato che era simile a titoli precedenti con personaggi Disney, ed era anche spesso frustrante.
I quattro recensori di Electronic Gaming Monthly hanno dato un voto 5 su 10 alla versione Game Gear, sottolineando grafica ben fatta, ma anche la musica fastidiosa e soprattutto i controlli che rendono il gioco eccessivamente frustrante. La GamePro, similarmente, ha lodato il gioco per la grafica e le animazioni, ma ha anche scritto che il controllo del personaggio è estremamente difficile.